# Young Mazino
Christopher Young Kim (nacido el 27 de agosto de 1991), conocido profesionalmente como Young Mazino, es un actor estadounidense mejor conocido por su papel de Paul Cho en la serie de Netflix Beef, por el que fue nominado al premio Emmy 2023 para el Mejor Actor de Reparto en una serie o película limitada o de antología.

## Juventud
Young Mazino nació en Maryland, con el nombre legal de Christopher Young Kim. Creció en Silver Spring, Maryland, criado por dos padres inmigrantes de Corea. Tiene dos hermanas mayores. Su padre emigró a los Estados Unidos desde Corea a la edad de 16 años. Además de ser actor, es un músico con formación clásica. Creció con interés en actuar y en producciones cinematográficas y teatrales durante su infancia y hasta la universidad. Mazino tiene cinturón negro de primer grado en taekwondo.
Asistió a la Universidad de Maryland, pero abandonó sus estudios y se mudó a la ciudad de Nueva York en 2014 para asistir al Estudio de actuación Stella Adler, donde entrenó durante un año.
Mazino trabajó como técnico de rescate en surf en Ocean City, Maryland y como analista de inteligencia empresarial para Fresh Beauty, una empresa de cosméticos antes de convertirse en actor a tiempo completo.

## Carrera
La primera aparición de Young Mazino fue en 2013 en el cortometraje Digging escrito y dirigido por Alvin Adadevoh. En 2018, Young llegó a las últimas rondas de audiciones en ABC Showcase. En 2019, llegó a las últimas rondas de audiciones para el programa de actuación de la Escuela de Drama de la Universidad Yale.
Actuó en varios escenarios de en Nueva York, incluido interpretando el papel del teniente Saito en la producción fuera de Broadway de Comfort Woman en 2017.
Mazino cambió su nombre cuando se unió al Sindicato de Actores de Cine en 2018, porque había demasiadas personas con su nombre legal. Aunque Mazino no es un nombre coreano, proviene de un artista coreano llamado Slave in Utero (Esclavo in utero, nacido Lee Jong-hui) que creó un manhwa llamado Tower of God.
Interpretó papeles en varios cortometrajes y programas de televisión antes de ser elegido para el destacado papel como el hermano menor de Steven Yeun, Paul, en la exitosa serie de Netflix Beef, por la que fue nominado al premio Emmy 2023 para el Mejor Actor de Reparto en una serie o película limitada o de antología.

## Filmografía
| Año  | Título            | Role                 | Notas                                |
| ---- | ----------------- | -------------------- | ------------------------------------ |
| 2013 | Digging           | Hombre joven*        |                                      |
| 2014 | My Crazy Love     | Jaime*               |                                      |
| 2015 | Beneath Paradise  | Khal*                |                                      |
| 2016 | Blindspot         | Guardia Blindada #2* | 1 episodio                           |
| 2016 | The Destined King | Sanggun*             |                                      |
| 2017 | Foundation        | Matt*                |                                      |
| 2018 | New Amsterdam     | Pasante Bilingüe #4  |                                      |
| 2019 | Blue Bloods       | Oficial Andy Chen    | 1 episodio                           |
| 2020 | Tommy             | Jun                  | 1 episodio                           |
| 2020 | Prodigal Son      | Alex Wu              | 1 episodio                           |
| 2022 | Good Boy          | Joon KIm             | Corto                                |
| 2023 | Beef              | Paul Cho             | 10 episodios                         |
| 2023 | Snooze por SZA    | Camafeo              | Video musical                        |
| 2025 | The Last of Us    | Jesse                | Elenco principal (segunda temporada) |

* Asterisco indica que se le atribuyó su papel de Christopher Young Kim (su nombre de nacimiento)